# Jeff Andretti
Jeff Andretti (Bethlehem, 14 aprile 1964) è un ex pilota automobilistico statunitense di origini italiane.
Ha corso in Formula CART, divenendo nel 1991 Rookie of the Year.

## Biografia
Jeff è il figlio più giovane di Mario Andretti, è il fratello minore di Michael Andretti e zio di Marco Andretti. Jeff è il nipote di Aldo Andretti e cugino di John Andretti e Adam Andretti. La famiglia Andretti è stata la prima ad avere quattro parenti (Michael, Mario, Jeff e John) a gareggiare nella stessa serie (Formula CART).

### Carriera
Dal 1990 al 1994 ha corso nella IndyCar Series. Ha corso la 500 Miglia di Indianapolis tre volte, ottenendo come miglior piazzamento un 15º posto nel 1991, al suo esordio nella competizione. L'anno successivo, divenne l'ennesima vittima della famigerata maledizione della famiglia Andretti sul tracciato in questione, quando la ruota posteriore destra si staccò dalla sua auto alla curva 2, facendo schiantare la vettura contro il muro, e facendo riportare al pilota la frattura di entrambe le gambe. L'incidente ha ostacolato il prosieguo della carriera di Jeff, almeno in termini di competitività, dal momento che non fu più lo stesso dopo l'accaduto. Riuscì a riprendere parte alle corse nel 1995 nella Indy Lights per il team Canska, e nella North American Touring Car Championship nel 1996 con una Leitzinger Ford Racing.
Alla fine degli anni novanta, Andretti iniziò a correre nella NASCAR Camping World Truck Series, per il team Enerjetix Motorsports con la vettura n°94, disputando tre gare nel 1999, ottenendo come miglior risultato un 30º posto sul circuito Milwaukee Mile.
Ormai ritirato dalle competizioni, lavora come istruttore di scuola guida.